# Martin Puye
D. Martín Puye Topepé (Baney, 1940 – Black Beach, 14 luglio 1998) è stato un politico equatoguineano esponente di spicco del Movimento per l'Autodeterminazione dell'Isola di Bioko (MAIB).

## Biografia
Frequentò le elementari nel suo villaggio natale (Baney).
Nel 1961 emigrò in Spagna per finire gli studi di Elettromeccanica presso il Centro nº 1 di Formazione Professionale Accelerata di Madrid. A metà degli anni sessanta creò l'impresa PUYGASA (Puye y Gabilondo, S.A.) nel ramo dell'elettromeccanica. Quest'azienda partecipò all'elettrificazione di una parte di Malabo.
La sua attività politica si intensificò a partire dagli anni ottanta, quando fu eletto sindaco di Baney, carica che dovette abbandonare per non seguire la linea politica della seconda dittatura nguemista (Obiang Nguema).
Nel 1993 fu membro e fondatore del Movimento per l'Autodeterminazione dell'Isola di Bioko (MAIB), firmatario del Manifesto Bubi del 1993 e membro-portavoce del Consiglio Rappresentativo, massimo organo di questo movimento.
Fu detenuto alla luce dei fatti del 21 gennaio 1998, condannato a 26 anni di carcere, morì per mano delle forze governative di Obiang Nguema il 14 luglio del 1998.